# سفارة دولة فلسطين لدى روسيا
سفارة دولة فلسطين لدى روسيا هي الممثلية الدبلوماسية العُليا لدولة فلسطين لدى روسيا. تقع السفارة في موسكو. افتتحت عام 1974 كممثلية لمنظمة التحرير الفلسطينية وفي عام 1990 تحولت إلى سفارة.